# Салік Олександр Якович
Олекса́ндр Я́кович Са́лік (21 листопада 1936, Ананьїв, Молдавська АРСР, Українська СРР — †1998) — військовий диригент. Народний артист Української РСР (1990), професор, викладач диригування.

## Життєвий шлях
Народився в родині військового диригента. З дитинства, разом із старшим братом Леонідом готував себе до професії військового диригента. Цікаво, що Олександр вступив до факультету військових диригентів раніше. ніж старший брат Леонід. Навчався у Ростовській школі музичних вихованців (клас П. Черноглазова), яку закінчив 1951 році, 1960 року закінчив інститут військових диригентів (клас Б. А. Дикова) при Московській консерваторії імені П. І. Чайковського. Протягом 1952—1955 р. — музикант військових духових оркестрів, в 1960—1992 військовий диригент збройних сил СРСР, професор кафедри духових та ударних інструментів Одеської консерваторії імені Нєжданової.

## Творча праця
Лейтенант Салік розпочав свою диригентську кар'єру в гарнізонному духовому оркестрі містечка Коломия, де проходив службу. Молодий маловідомий тоді диригент зміг на якісному рівні підготувати колектив до конкурсу військових духових оркестрів, який відбувся в 1969 році у Львові. Наслідком було здобуття на конкурсі першого місця.
Подальша його служба проходить в духовому оркестрі Одеського вищого командного училища ППО, де Салік обіймає посаду диригента.
У 1979—1984 роках перебуває в складі військових формувань Варшавського договору в Польщі, де займає посаду начальника військово-оркестрової служби Північної групи військ, а потім повертається знову до Одеси як начальник військово-оркестрової служби Одеського військового округу.
1988 року на заключному Всесоюзному конкурсі військових оркестрів у м. Москві (1988), оркестр під керівництвом Саліка зайняв перше місце.
Олександр Салік залишався в армії, де дослужився до звання полковника, до 1992 року, a за творчі досягнення в області культури отримав почесне звання Народного артиста України. Разом з тим працював викладачем оркестрового факультету Одеської Державної консерваторії ім. Нєжданової.
1992 року створив духовий оркестр Одеського муніципалітету, був художнім керівником і диригентом. 1995 року духовий оркестр Одеського муніципалітету під керівництвом О. Саліка завоював призове місце на міжнародному конкурсі духових оркестрів у місті Рівне. А в 1996 році оркестр мав концертне турне до Голландії, де зачарував місцевих слухачів своїм звучанням та інтерпретацією творів. Багато концертів оркестр дав у Одесі, одеській філармонії та інших залах України. Одеська преса і телебачення в свій час багато разів подавали публікації і трансляції про оркестр.
Більш ніж за тридцять років праці у військових оркестрах, під його керівництвом пройшли школу сотні талановитих музикантів-виконавців, диригентів, які вважають Олександра Саліка своїм вчителем. Оркестр Одеського муніципалітету носить його ім'я.